# Nicolaas Maximiliaan van Leuchtenberg

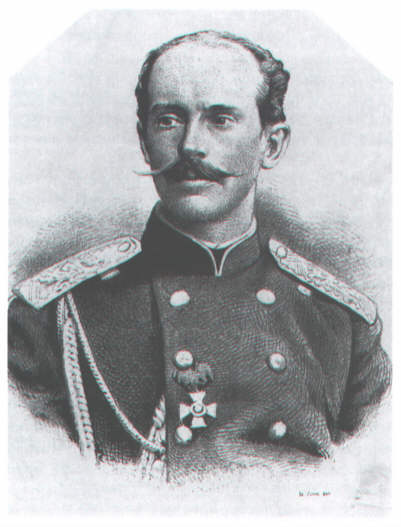
Nicolaas Maximiliaan van Leuchtenburg

Nicolaas Maximiliaan van Leuchtenberg (Peterhof, Rusland, 4 augustus 1843 - Parijs 6 januari 1891) was de vierde hertog van Leuchtenberg en keizerlijke prins Romanov. Hij werd een gerenommeerd mineraloog.

## Familie
Nicolaas was de oudste zoon van hertog Maximiliaan van Leuchtenberg (1817-1852) en groothertogin Marie Nikolaïevna van Rusland (1819-1876).
Aan vaderszijde was hij een kleinzoon van prins Eugène de Beauharnais (1781-1824) en prinses Augusta-Amélia van Beieren (1788-1851); langs moederszijde was hij een kleinzoon van tsaar Nicolaas I (1796-1855) en van prinses Charlotte van Pruisen (1798-1860).
In 1868 ging hij in het geheim een morganatisch huwelijk aan met de gehuwde Nadège Annenkova (1840-1891), moeder van twee dochters, wat hem persona non grata maakte in de Russische beleidskringen. Tien jaar later werd dit huwelijk volgens de orthodoxe ritus bevestigd in Genève en in zekere mate erkend door het Russisch hof. Ter gelegenheid van dit officiële huwelijk, werden de twee zoons erkend.
Uit dit huwelijk sproten twee zoons, die in 1878 erkend werden:
- hertog Nicolaas van Leuchtenberg (Genève, 1868-1928), die trouwde met gravin Maria  Grabbe (1869-1948). Ze kregen zeven kinderen.
- hertog Georges van Leuchtenberg (Rome, 1872-1929), die trouwde met prinses Olga Repnina-Volkonskaïa (1872-1953). Ze kregen zes kinderen.

## Levensloop
Nicolaas werd geboren met benen van ongelijke lengte. Om deze handicap te herstellen onderging hij tot viermaal heelkundige bewerkingen in Duitsland en Engeland. Hij werd toevertrouwd aan dokter Nikolaï Pirogov, die hem turnoefeningen deed uitvoeren waarmee zijn fysische handicap grotendeels verdween.
Zijn ouders beschikten over een behoorlijk fortuin en de vader vervulde daarbij winstgevende activiteiten. Toen hij pas negen was stierf zijn vader. Hij onderhield nauwe banden met zijn moeder en met haar tweede echtgenoot, graaf Grigori Alexandrovitch Stroganov (1824-1878). Nicolaas was geïntegreerd in de keizerlijke familie. Tsaar Alexander II nam hem vaak mee op zijn reizen. Hij onderhield goede relaties met de andere familieleden, meer bepaald met zijn leeftijdgenoot, de tsarevitch Nicolaas.
Onder de leiding van kolonel Rebinder kreeg hij een behoorlijke militaire opleiding. Ook al zou hij geen actieve loopbaan in het leger doorlopen, zou hij toch stijgen tot de graad van luitenant-generaal. Hij had ook andere leermeesters, onder meer de schilder Nikolaï Tikhobrazov, die hem leerde schilderen en tekenen. 
Vanaf 1860 volgde hij cursussen van geologie en mineralogie aan de universiteit van Sint-Petersburg.

## De troon in Griekenland
Eind van de jaren 1850 stelde zich het probleem van de opvolging van Otto I, de kinderloze koning van Griekenland. Een van zijn twee broers, Luitpold of Adelbert van Beieren waren de aangewezen opvolgers, maar geen van beiden wilde zich bekeren tot de orthodoxe godsdienst. In 1862 brak een revolutie uit en werd Otto afgezet. De mogendheden moeiden zich met de opvolging. Voor de Russen moest het de orthodoxe Nicolaas van Leuchtenburg worden, voor de Engelsen moest het Alfred, de tweede zoon van koningin Victoria worden.
Na hevige diplomatieke spanningen werd het geen van beiden, maar Georges I, prins van Denemarken.

## De troon in Roemenië
In maart 1866 werd de naam Nicolaas van Leuchtenberg vooropgesteld als mogelijke kandidaat voor het koningschap in Roemenië.
Dit riep onmiddellijk bezwaren op bij de mogendheden, omdat hij als een pion van de Russische tsaar werd gezien.
Deze aanstelling ging derhalve evenmin door en prins Karel I van Hohenzollern-Sigmaringen werd verkozen.
Aldus onderging Nicolaas tweemaal hetzelfde lot als zijn oom August van Leuchtenberg, die in 1830 vergeefs werd voorgedragen om koning te worden van het nieuwe koninkrijk België, maar die door Frankrijk niet aanvaardbaar werd geacht.

## Officiële functies in Rusland
Nicolaas werd, net als zijn vader, een man van de wetenschap, gepassioneerd door geologie, paleontologie en mineralogie. Hij publiceerde artikels over mineralen zoals het leuchtenbergiet (naar hem genoemd), het kotschubiet, het kämmereriet, het pennine, het beril of de magnetische pyrieten. 
In 1865 benoemde de tsaar hem tot voorzitter van de Keizerlijke Vereniging voor mineralogie. Onder zijn leiding werd de geologische kaart van het Russische rijk opgemaakt. Als voorzitter ondernam hij in 1866-1867 een inspectietocht naar de mijnen van de Oeral en Centraal-Rusland.
Onder de andere functies die hij vervulde, zijn te vernoemen:
- Lid van het directorium van de Mijnschool van Sint-Petersburg.
- Bestuurder van de academische raad van het ministerie van staatseigendommen.
- Erevoorzitter van de Russische Maatschappij voor Techniek.

Zijn morganatisch huwelijk maakte hieraan een einde.

## Het leven in ballingschap
Na zijn huwelijk in 1868 werd aan Nicolaas zijn fortuin ontnomen. Het gezin dwaalde berooid door Europa en werd geholpen door de zus van de echtgenote, Maria Annenkova (1837-1924), markiezin De Ferrari.
In 1873 verbeterde de toestand, toen hij erfde van zijn tante, keizerin van Brazilië Amélie van Leuchtenberg. Dit behelsde onder meer het domein van Stein in Beieren, waar het gezin zich ging vestigen. Hij breidde de eigendom uit door aankopen van eigendommen van een andere tante, koningin van Zweden Josephine van Leuchtenberg.
Nicolaas behield de relatie met wetenschappers, zoals de mineraloog Nikolaï Kokcharov. 

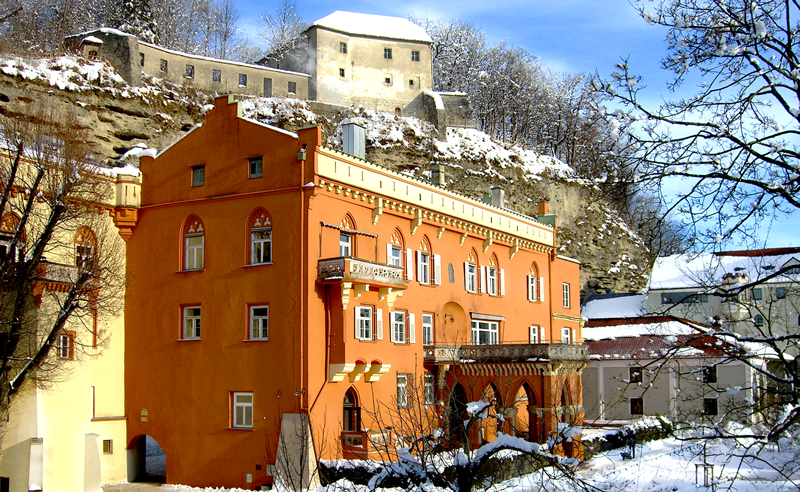
Het Slot Stein.

In 1876 mocht hij voor het eerst naar Rusland terugkeren, voor de begrafenis van zijn moeder. Het jaar daarop mocht hij dienst nemen in het leger, naar aanleiding van de Turks-Russische oorlog.
Uiteindelijk schonk tsaar Alexander II hem vergiffenis en erkende hij zijn huwelijk. Hij vergunde hem echter geen definitieve terugkeer naar Rusland.
Pas in 1890 werden de twee zoons door tsaar Alexander III erkend als hertogen van Leuchtenberg, zonder echter te worden opgenomen in de familie Romanov.